# Esthlogena monticola
Esthlogena monticola är en skalbaggsart som först beskrevs av Fisher 1942.  Esthlogena monticola ingår i släktet Esthlogena och familjen långhorningar. Inga underarter finns listade i Catalogue of Life.